# MAC 1934
La MAC 1934 era una mitragliatrice aeronautica da 7,5 mm, prodotta, in versione fissa e brandeggiabile,  dall'azienda francese Manufacture d'armes de Châtellerault (MAC) negli anni trenta. Era la variante aeronautica della MAC 1931. Utilizzata tra il 1935 ed il 1940 sui velivoli in forza all'Armée de l'air divenne la mitragliatrice di dotazione standard sugli aerei di produzione francese del periodo antecedente lo scoppio della seconda guerra mondiale.

## Storia e sviluppo
Nel 1934 l'azienda di produzione d'armi MAC, con sede a Châtellerault, avviò lo sviluppo di una nuova mitragliatrice leggera pensata per l'utilizzo aeronautico destinata ad equipaggiare la nuova produzione nazionale di velivoli che in quegli anni dovevano rimodernare il parco apparecchi dell'Armée de l'air, l'Aeronautica militare francese, e che fino ad allora utilizzava principalmente la precedente Darne Mle 1933. Il progetto era uno sviluppo a maggior cadenza di tiro della MAC 1931, designata ufficialmente come mitrailleuse mle 1931, una mitragliatrice da 7,5 mm utilizzata nei carri armati e, in postazione fissa, nelle fortificazioni della Linea Maginot, derivata a sua volta dalla mitragliatrice leggera MAC 24/29 e con le quali condivideva il munizionamento 7,5 × 54 mm MAS Mod. 1929.
La MAC 1934 aveva un sistema automatico di ricarica a gas ed adottava inizialmente un caricatore a tamburo, sostituito successivamente da quello a nastro. Il modello benché presentasse due importanti lacune progettuali, ovvero non disponeva di un sistema di sincronizzazione del tiro ed era maggiormente costoso da realizzare rispetto ai concorrenti, si rivelò estremamente affidabile e particolarmente compatto.
Inizialmente l'Armée de l'air preferiva utilizzare mitragliatrici dotate di caricatore a tamburo, ma ben presto si rese conto che l'autonomia risultava limitata per le nuove esigenze di combattimento aereo, oltre la maggior complessità delle operazioni di rimunizionamento delle unità di collocazione alare, per cui richiese una versione dell'arma che prevedesse un più capiente e pratico caricatore a nastro. La MAC di conseguenza sviluppò nel 1939 un nuovo modello, denominato MAC 1934 M39 che rispondeva alle caratteristiche richieste.

## Efficacia operativa
Come le altre mitragliatrici del periodo sviluppate su munizionamento tipico da fucili, benché risultassero efficaci solo pochi anni prima, lo sviluppo tecnico costruttivo dei velivoli nel periodo tra le due guerre era tale che oramai i calibri da 7,5 mm risultavano inefficaci nella maggior parte degli scontri aerei. La MAC 1934 non faceva eccezione, non per la qualità dell'arma, quanto appunto per il suo munizionamento; in più lo stesso sviluppo tecnico consentiva ai velivoli una maggior tangenza operativa vanificata però, come nel caso del caccia Morane-Saulnier MS.406, dalla tendenza al bloccaggio dei meccanismi in conseguenza alle rigide temperature presenti in alta quota, costringendo a modificare il velivolo con delle canalizzazioni aggiuntive atte a riscaldare le armi presenti nelle ali.
Per ovviare a questa ridotta efficacia, l'Armée de l'air richiese la progettazione di mitragliatrici pesanti, tra cui una versione da 11 mm della MAC 1934, ma nessuno dei progetti in corso venne completato per il sopraggiungere dell'armistizio di Compiègne del 22 giugno 1940.

## Versioni
- 1934 type tourelle (in francese modello per torretta): alimentata da caricatori a tamburo da 100 colpi, venne usato in postazioni mobili, generalmente accoppiato ad un mirino a riflessione Alkan 1935.
- 1934 type aile (in francese modello alare): da postazione fissa, alimentata da caricatori a tamburo da 300 o 500 colpi.
- 1934 M39: versione dotata di caricatore a nastro

## Velivoli armati
Francia
- Amiot A.143
- Amiot A.350
- Arsenal VG-33
- Breguét Br.690
- Bloch MB.131
- Bloch MB.150
- Bloch MB.170
- Dewoitine D.520
- Morane-Saulnier MS.406
- Potez P.63